# Zone autonome de Capitol Hill
La Zone autonome de Capitol Hill (en anglais : Capitol Hill Autonomous Zone ou CHAZ, aussi appelée the Zone ou encore Free Capitol Hill) est une micronation fondée sous forme de communauté intentionnelle et libertaire d'approximativement deux cents habitants, se répartissant sur six îlots urbains à proximité du Capitol Hill de Seattle (Washington), aux États-Unis.
Établie le 8 juin 2020 après l'abandon de l'East Precinct par les services de police de Seattle (en), la Zone est progressivement démantelée le 1er juillet après un ordre exécutif de la maire Jenny Durkan (en) ordonnant également l'arrestation des derniers manifestants.

## Histoire

### Contexte
Capitol Hill est un quartier du centre-ville de Seattle (État de Washington), connu pour ses importantes communautés LGBT et contre-culturelles. Dans les années 2010, l'implantation de l'entreprise Amazon y attire de nombreux salariés du secteur des technologies de l'information et de la communication,. Au cours de son histoire, ce quartier a été le centre de manifestations de masse, tels que les manifestations de 1999 à Seattle et le mouvement Occupy Seattle (en).
Le 29 mai 2020, Capitol Hill est secoué par des marches protestataires consécutives à la mort de George Floyd, un Afro-Américain dont l'interpellation brutale à Minneapolis (Minnesota), quatre jours plus tôt, a provoqué une vague de manifestations dans tous les États-Unis,.

### Fondation

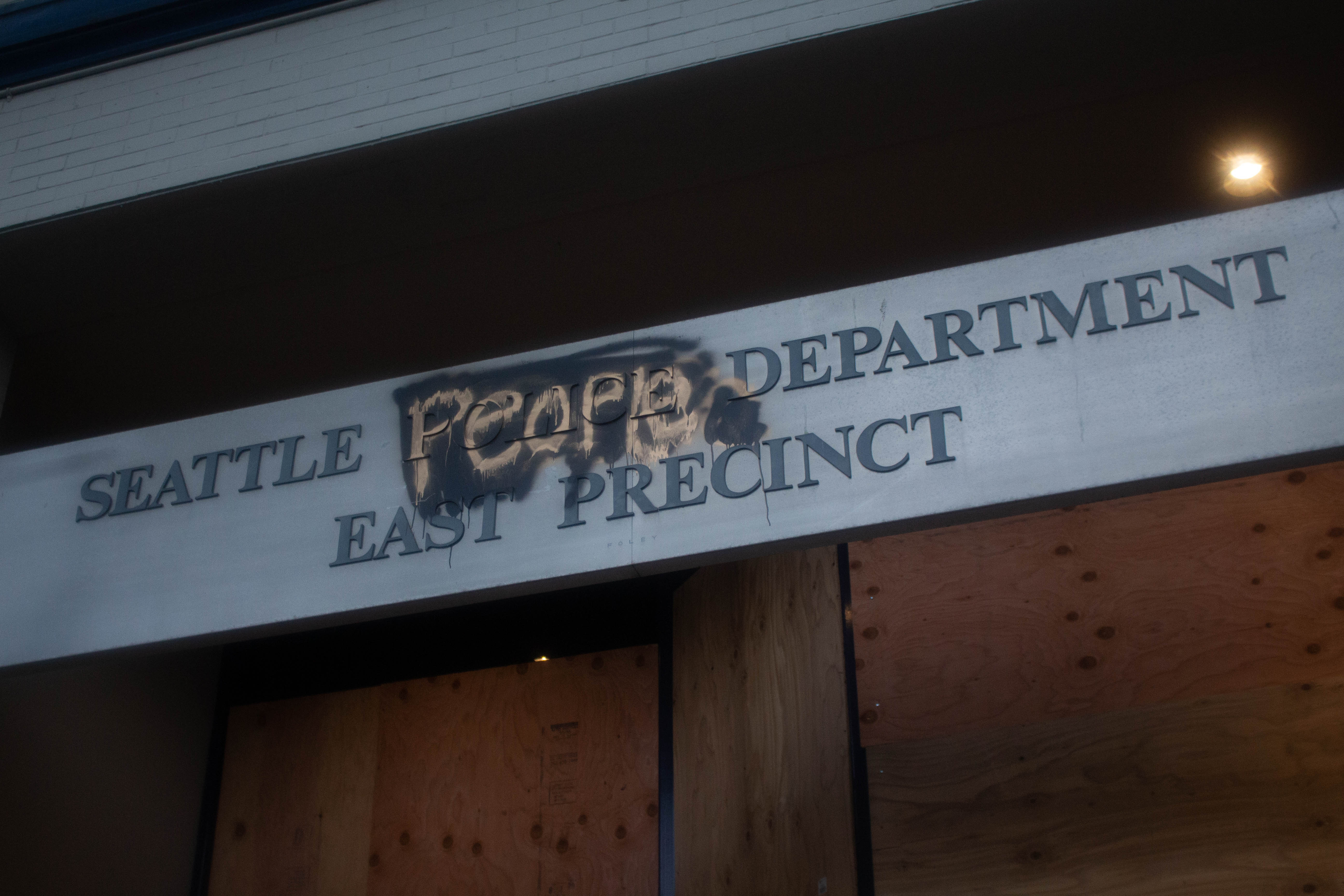
Fronton du commissariat de police de l'East Precinct. « Police » remplacé par « peuple ».

À la suite de la mort de George Floyd, des manifestations éclatent dès le 29 mai 2020 à Seattle. Pendant neuf jours, des affrontements ont lieu entre la police de Seattle, la Garde nationale de l'État de Washington et les manifestants. Le 5 juin, la maire Jenny Durkan (en) et la cheffe de police Carmen Best (en) annoncent une interdiction d'un mois portant sur le gaz lacrymogène.
Les manifestations se concentrent progressivement sur le poste de police d'East Precinct, où la police use de méthodes de dispersion agressives, faisant notamment usage de lanceur de balles de défense (LBD), de grenades assourdissantes et de gaz poivre.
Le 7 juin, des barrières métalliques et des blocs de ciment sont disposés autour du district. Le même jour, après qu'une voiture a foncé dans la foule de manifestants et que le conducteur a tiré sur une personne, des habitants se rassemblent autour du district. Peu après minuit, la police dénonce des jets de bouteilles, cailloux et feux d'artifice par les manifestants, et est autorisée à reprendre l'emploi du gaz lacrymogène. La réponse policière aux manifestations fait l'objet de plus de 12 000 plaintes.
Le lendemain matin, la police de Seattle abandonne le district, couvrant les fenêtres du commissariat de contreplaqué et laissant la porte ouverte. Le mot « police » est alors remplacé par « peuple » sur le fronton du poste de l'East Precinct,.

## Territoire
Free Capitol Hill ou « Zone autonome de Capitol Hill », appelée aussi La Zone, est concentrée aux alentours du bâtiment de l'East Precinct, que les services de police ont abandonné le 9 juin. Elle s'étend au nord jusqu'à East Olive Street, à l'est jusqu'à la 13e avenue, au sud jusqu'à East Pike, et à l'ouest jusqu'à Nagle Place. La totalité du Cal Anderson Park (en) fait partie de la zone.
Les manifestants inquiets d'une potentielle attaque à la voiture-bélier sécurisent les croisements avec des barricades et rebaptisent cette zone « Free Capitol Hill ».
L'entrée du territoire de la Zone est signalée par une barrière où est inscrit « You Are Entering Free Capitol Hill » (« Vous entrez au Free Capitol Hill »), un hommage au Free Derry d'Irlande du Nord. D'autres panneaux indiquent « Vous quittez maintenant les États-Unis ».
Le 16 juin, la ville et les représentants de CHAZ se mettent d'accord sur un nouveau périmètre, légèrement plus petit et plus permanent autour du poste de police. La nouvelle carte est publiée sur le blog du maire Durkan après l'accord. Celui-ci explique le raisonnement qui mena à l'accord entre les deux parties : « La Ville s'est engagée à maintenir un espace pour que la communauté se réunisse, proteste et exerce ses droits garantis par le premier amendement. Des changements mineurs à la zone de protestation permettront des conditions plus sûres et des barrières plus solides pour protéger les individus dans cette zone ». Dans le cadre de l'accord, la ville accepte de supprimer les anciennes barrières et de les remplacer par du béton le long des nouvelles limites convenues.
Le 18 juin, National Public Radio rapporte : « Personne à l'intérieur de la zone de protestation ne pense qu'un retour de la police se terminerait pacifiquement. De petites équipes d'antifascistes armés sont également présentes, des forces de défense communautaire autoproclamées qui se disent prêtes à se battre si besoin est, bien qu'estimant qu'une désescalade soit préférable ».

## Gouvernance de la zone
La Zone autonome de Capitol Hill n'a pas de système de gouvernement central, opérant ainsi de facto comme région anarchiste (mode d'organisation politique sans hiérarchie). Les occupants ont affirmé leur intention de créer un quartier sans présence policière et une société où la police n'est plus nécessaire,.
Des membres du Puget Sound John Brown Gun Club, auto-décrits comme antifascistes, antiracistes et pro-ouvriers, ont été vus arme à la main dans la Zone.
Devant les risques d'insécurité, de dérapages et violences incontrôlées au sein de la Zone, des volontaires forment un groupe informel pour assurer la sécurité, en mettant l'accent sur les tactiques de désescalade et la prévention du vandalisme,.

### Demandes
Le 9 juin 2020, des représentants de la Zone autonome de Capitol Hill ont rendu publique une liste de demandes sur le site Medium. Ces demandes sont réparties en quatre catégories : économie, éducation, justice ainsi que santé et services à la personne.
Elles comprennent l'abolition des services de police de Seattle ainsi que des prisons, une enquête visant les cas présents et passés de violences policières à Seattle, l'amnistie pour les manifestants, un système spécialisé dans la gestion de crises de santé mentale pour le 911, le droit de vote pour les prisonniers, la dé-gentrification par le contrôle des loyers, une réforme électorale, une réforme du système éducatif, ainsi que le retrait des monuments en mémoire des États confédérés d'Amérique,.
Les auteurs du document reconnaissent que la Zone est sur un territoire qui a été pris aux mains du peuple Duwamish, écrivant « bien que nous ayons libéré Free Capitol Hill au nom du peuple de Seattle, nous ne devons pas oublier que nous nous trouvons sur une terre autrefois volée des mains du peuple Duwamish, le premier peuple de Seattle, et dont le frère, John T. Williams (en) de la tribu Nuu-chah-nulth au nord, a été tué par les services de police de Seattle il y a 10 ans ».

### Culture et aménagements

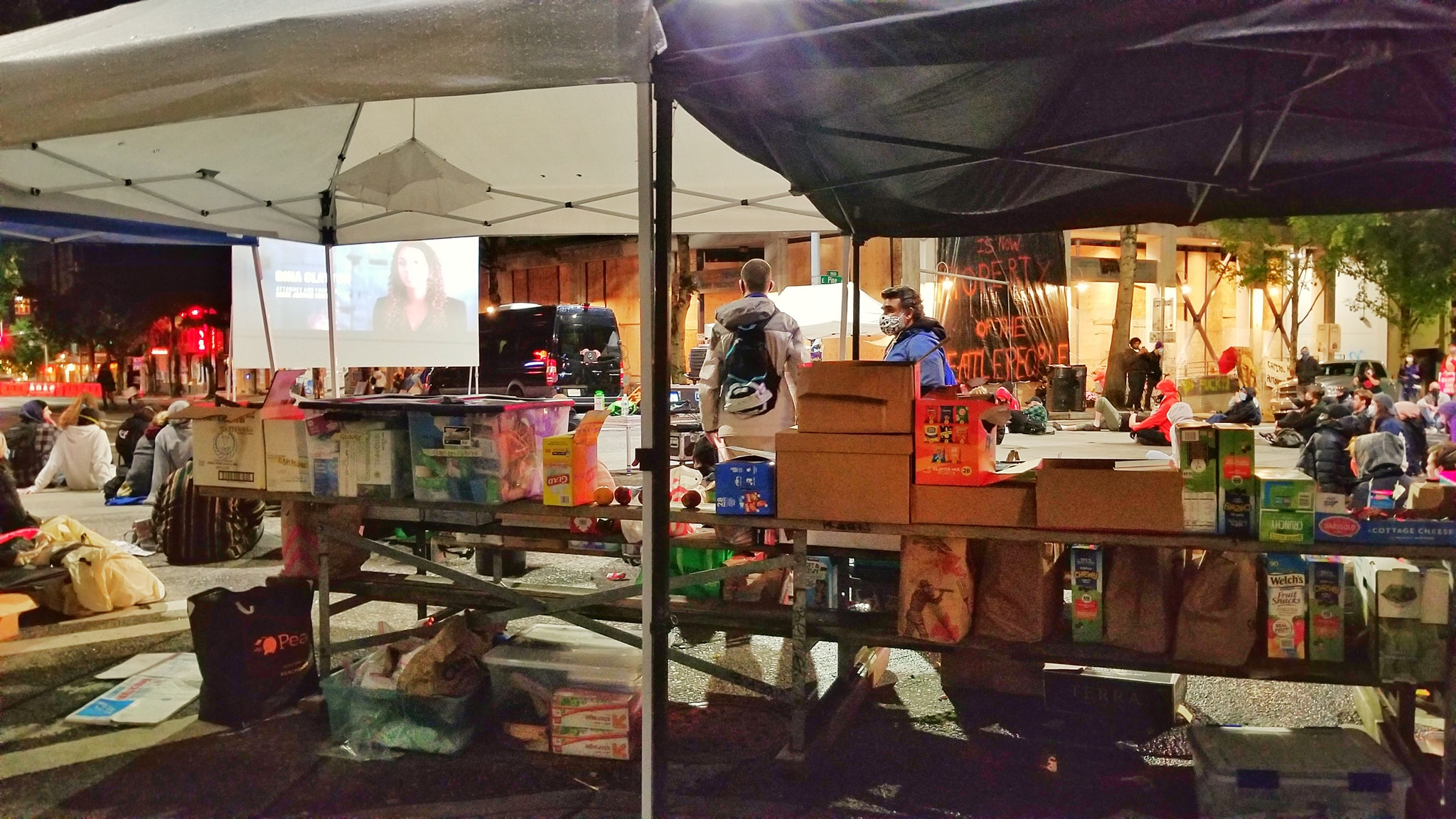
Stand de distribution de la Zone. En arrière-plan, la toile de projection.

Des tentes sont montées à côté de l'ancien commissariat pour occuper l'endroit. La « No Cop Co-op » est établie le 9 juin, offrant gratuitement de l'eau, du gel hydroalcoolique, des en-cas donnés par la communauté et des kebabs. Le croisement de la 12e rue et Pine Street est converti en forum d'éducation populaire.
Un cinéma extérieur avec système de son et projecteur est installé et utilisé pour faire des projections publiques. Le premier film projeté a été Le 13e, un documentaire d'Ava DuVernay qui traite de l'incarcération de masse et du système de justice pénale américain, défavorable aux Afro-Américains,. Des toilettes mobiles ont été mises en place par le service des transports de Seattle.
Les manifestants mettent au point leur stratégie et planifient leur action au cours de réunions publiques organisées quotidiennement. Des manifestations non-violentes sont organisées, dont une « invasion » de l'hôtel de ville de Seattle, demandant la démission de la maire Jenny Durkan.
Le 11 juin, deux streams-vidéo sont mis en place, un sur Twitch et l'autre sur YouTube, permettant au monde entier de suivre en direct l'évolution de la situation à Capitoll Hill (voir #Liens externes)
De nombreux habitants de la Zone adoptent le parapluie rose comme emblème officieux. Des boucliers antiémeute fabriqués par les manifestants sont graffés de ce logo.

### Sécurité
Les services municipaux desservant encore la Zone, dont les services de pompiers et de la voirie, et les services de police de Seattle ont fait savoir qu'ils répondraient toujours aux appels en provenance de la Zone.
Une fusillade éclate le 20 juin 2020 faisant un mort et un blessé grave, la police n'a pas pu accéder au lieu car repoussée par les occupants et ne dispose d'aucune description de suspects.

## Réactions
La maire Jenny Durkan (en) a déclaré vouloir « désescalader la situation » au sein de la Zone,, tandis que la cheffe de la police de Seattle, Carmen Best (en), a affirmé que ses officiers feraient en sorte de trouver des approches différentes afin de « réduire [leur] empreinte » aux alentours de Capitol Hill. La conseillère municipale Kshama Sawant a appelé les manifestants à transformer le poste de police en centre social consacré à la justice réparatrice et a affirmé vouloir convertir ce projet en une proposition de loi municipale,.
Le lendemain, le président Donald Trump enjoint au gouverneur Jay Inslee et à la maire de « reprendre » la Zone, faute de quoi il s'en chargerait lui-même. En réponse, Jenny Durkan lui suggère de « retourner dans [son] bunker »,. Le président écrit par la suite : « Des terroristes domestiques ont pris le contrôle de Seattle, dirigée par des Démocrates de Gauche radicale, évidemment. LA LOI ET L'ORDRE ».

### Reconnaissance
La Zone autonome a été reconnue par l'Industrial Workers of the World et félicitée par son magazine Industrial Worker.

## Démantèlement
Le 1er juillet 2020, sur ordre du maire de Seattle, la police a procédé à l'expulsion des manifestants de la zone.
Le procureur général des États-Unis William Barr a félicité Best « pour son courage et son leadership dans le rétablissement de l'État de droit à Seattle ». La porte-parole de la Maison Blanche Kayleigh McEnany a déclaré : « Je suis heureuse d'informer tout le monde que Seattle a été libérée... L'anarchie est anti-américaine, la loi et l'ordre sont essentiels, la paix dans nos rues sera assurée ».
Le lendemain, le président des États-Unis, Donald Trump, a déclaré : « Je suis heureux de voir qu'ils ont réglé le problème à Seattle, car, comme ils le savent, nous allions intervenir pour le faire. Nous étions prêts à intervenir et ils le savaient. Et ils sont entrés et ont fait ce qu'ils devaient faire. ».